# الاتحادية الموريتانية لكرة القدم

الشعار السابق للاتحادية الموريتانية لكرة القدم

اتحادية كرة القدم في الجمهورية الإسلامية الموريتانية هي الاتحادية الوطنية المسؤولة عن إدارة نشاط كرة القدم في موريتانيا. تأسست في عام 1961م وانضمت إلى الإتحاد الدولي لكرة القدم في 1964م وإنضمت إلى الاتحاد الأفريقي لكرة القدم في 1968م.